# إل. بلايني هاموند
إل. بلايني هاموند (بالإنجليزية: L. Blaine Hammond)‏ هو ضابط ورائد فضاء أمريكي، ولد في 16 يناير 1952 في سافانا في الولايات المتحدة.